# Dipnoi
Los dipnoos (Dipnoi, griego ‘dos respiraciones’), también conocidos como peces pulmonados, son una subclase de peces sarcopterigios, es decir, que presentan aletas lobuladas (con un apéndice carnoso a modo de mano del cual salen los radios de la aleta). Son los peces más cercanos a los tetrápodos entre los taxa existentes, según los análisis moleculares y morfológicos. Algunos de sus rasgos más característicos son los de poseer pulmones funcionales. Aunque muchos los consideren derivados de la vejiga natatoria, en realidad son una derivación ontogénica de la pared ventral del final de la faringe, y no de la dorsal, como ocurre con la vejiga natatoria. Del mismo modo poseen orificios nasales abiertos al exterior, cuya función no es la de respirar aire, ya que no comunican con la boca, sino la del sentido del olfato. Para captar el aire de la atmósfera emplean la boca, y al igual que los anfibios, lo llevan hasta los pulmones tragándolo. Las larvas presentan branquias externas temporales.

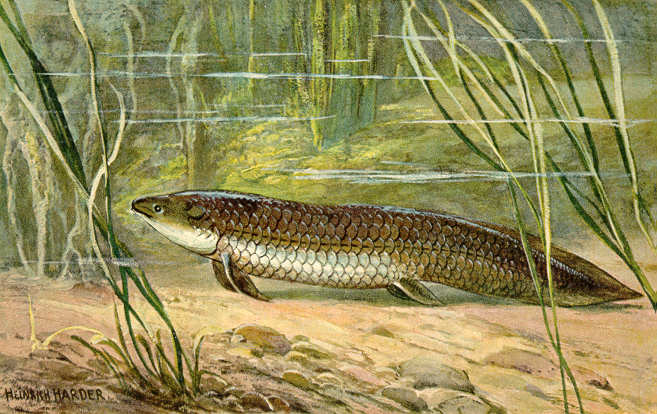
Dibujo de un Ceratodus por Heinrich Harder.

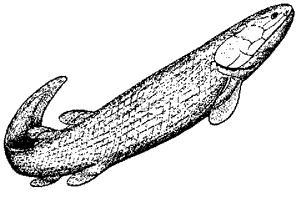
Ectosteorhachis.

 El dipnoo jaspeado es el animal con la mayor longitud de genoma conocido con un total de 130 mil millones de pares de bases.

## Hallazgo
Los peces pulmonados aparecieron en el registro fósil en el período Devónico (hace unos 400 millones de años) y su morfología apenas ha variado a lo largo del tiempo. Fueron descubiertos en el siglo XIX, atrayendo inmediatamente el interés científico. Dadas sus características, inicialmente se pensó erróneamente que eran anfibios. Posteriormente, diversos análisis transcriptómicos apoyaron la hipótesis de que los peces pulmonados son los parientes vivos más cercanos de los tetrápodos. Por tanto, son cruciales a la hora de comprender las adaptaciones que fueron necesarias para la transición de los vertebrados a la tierra como son: la respiración de aire, el desarrollo de las extremidades, la postura, la prevención de la desecación, la excreción de nitrógeno o el olfato.

## Especies actuales
Existen tres géneros con especies vivientes: Protopterus en África, con 4 especies, entre ellas Protopterus annectens ; Lepidosiren en Sudamérica, con una especie, Lepidosiren paradoxa; y Neoceratodus en el estado australiano de Queensland, también con una sola especie, el Neoceratodus forsteri. Todos ellos se consideran fósiles vivientes ya que sus parientes más cercanos se extinguieron hace millones de años.
Neoceratodus se caracteriza por presentar aletas lobuladas, un único pulmón y grandes escamas que cubren todo su cuerpo, es estrictamente acuático y sólo sale al aire libre para realizar cortos desplazamientos. Protopterus y Lepidosiren tienen aletas en forma de flagelo, pulmones pares y escamas más pequeñas; sobreviven a los periodos de estiaje enterrándose en el lodo húmedo y dejando un pequeño orificio para respirar.

## Clasificación
Subclase Dipnoi
- Familia Diabolichthyidae †
- Familia Uranolophidae †
- Familia Speonesydrionidae †
- Familia Dipnorhynchidae †
- Familia Stomiahykidae †
- Familia Dipteridae †
- Familia Chirodipteridae †
- Familia Holodontidae †
- Familia Fleurantiidae †
- Familia Rhynchodipteridae †
- Familia Phaneropleuridae †
- Familia Ctenodontidae †
- Familia Sagenodontidae †
- Familia Gnathorhizidae †
- Orden Ceratodontiformes: caracterizados por poseer aletas anchas y un pulmón.
  - Familia Asiatoceratodontidae †
  - Familia Ptychoceratodontidae †
  - Familia Ceratodontidae
    - Género Ceratodus †
    - Género Metaceratodus †
    - Género Mioceratodus †
    - Género Neoceratodus
      - Especie N. forsteri
- Orden Lepidosireniformes: caracterizados por poseer aletas largas y estrechas y un par de pulmones
  - Familia Lepidosirenidae
    - Género Lepidosiren
      - Especie L. paradoxa

  - Familia Protopteridae
    - Género Protopterus
      - Especie P. aethiopicus
      - Especie P. amphibius
      - Especie P. annectens
      - Especie P. dolloi

## Galería de imágenes

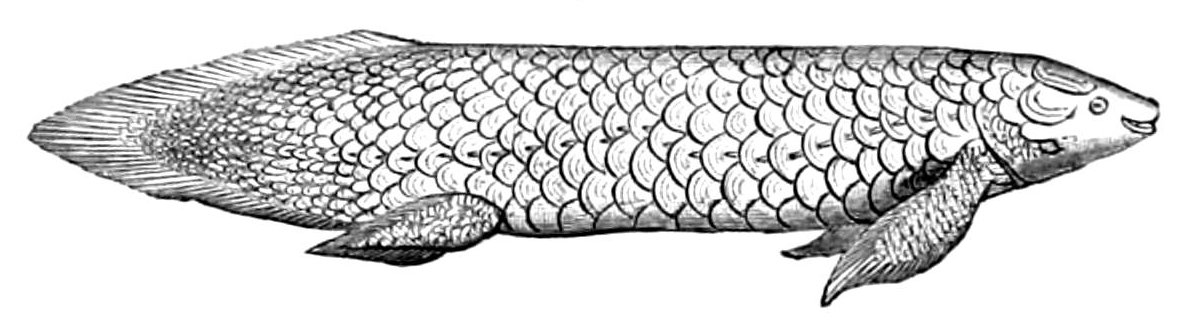
Neoceratodus forsteri.
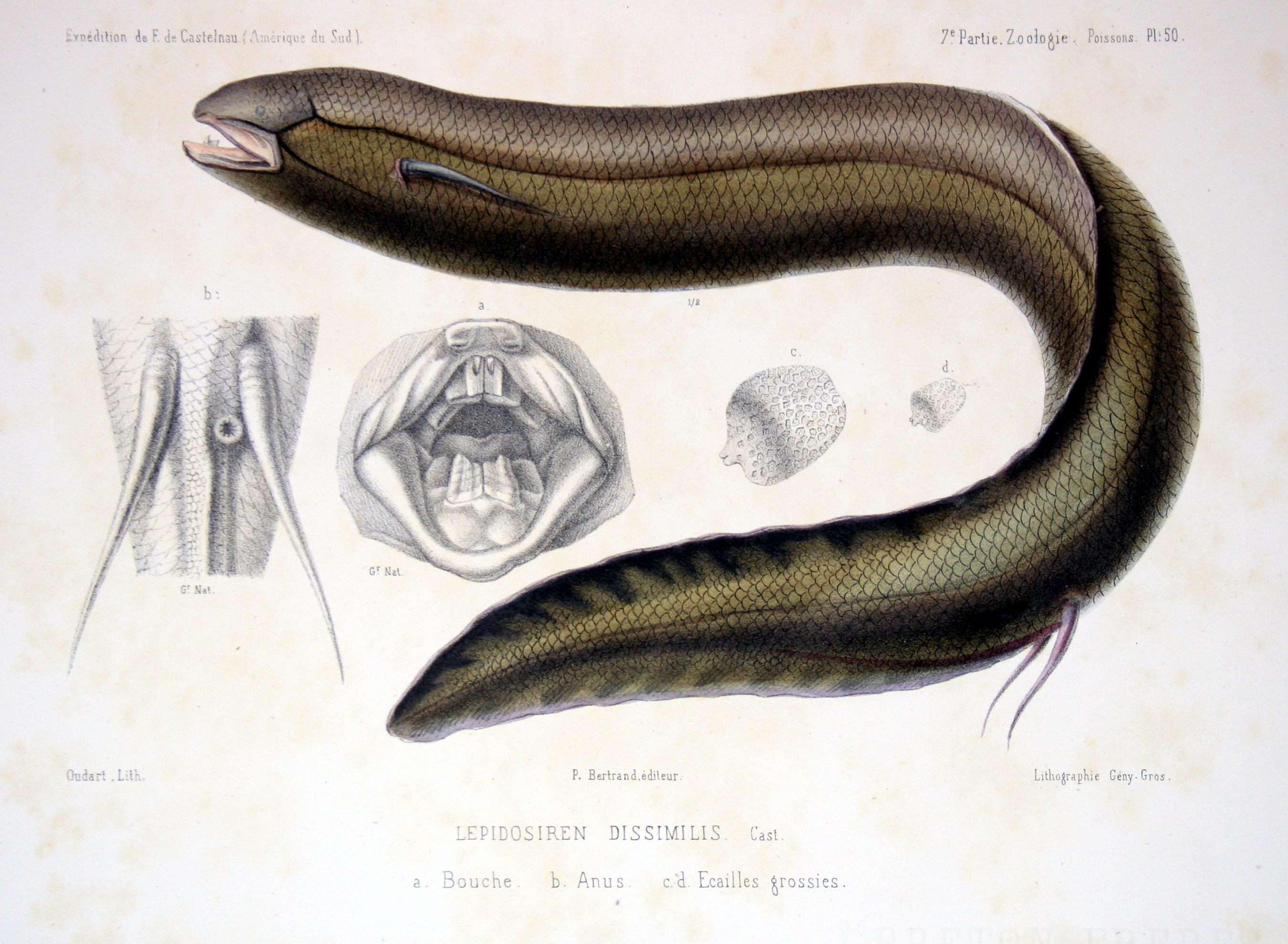
Lepidosiren paradoxa.
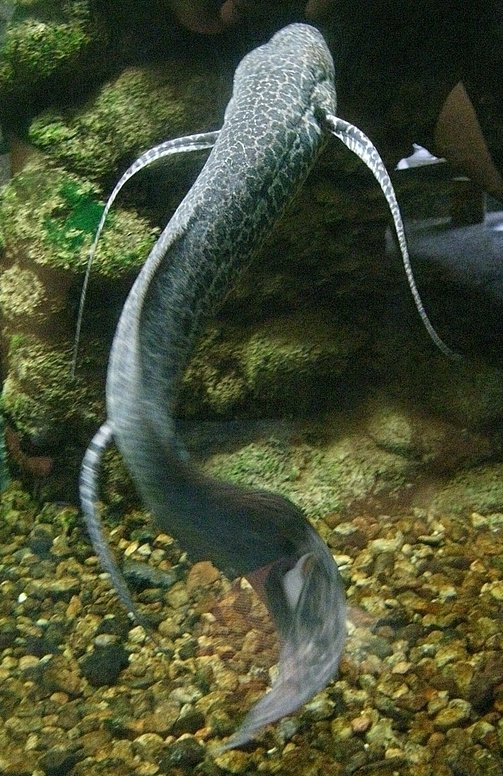
Protopterus aethiopicus.
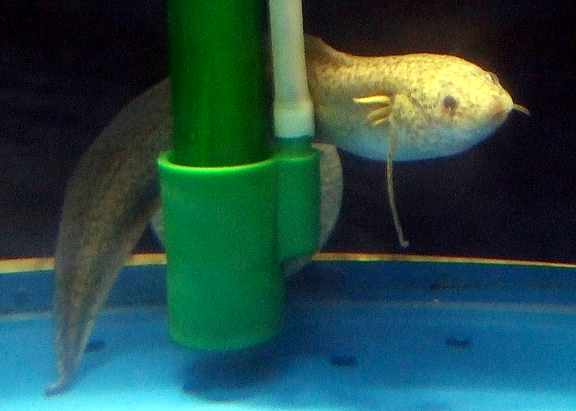
Protopterus amphibius.
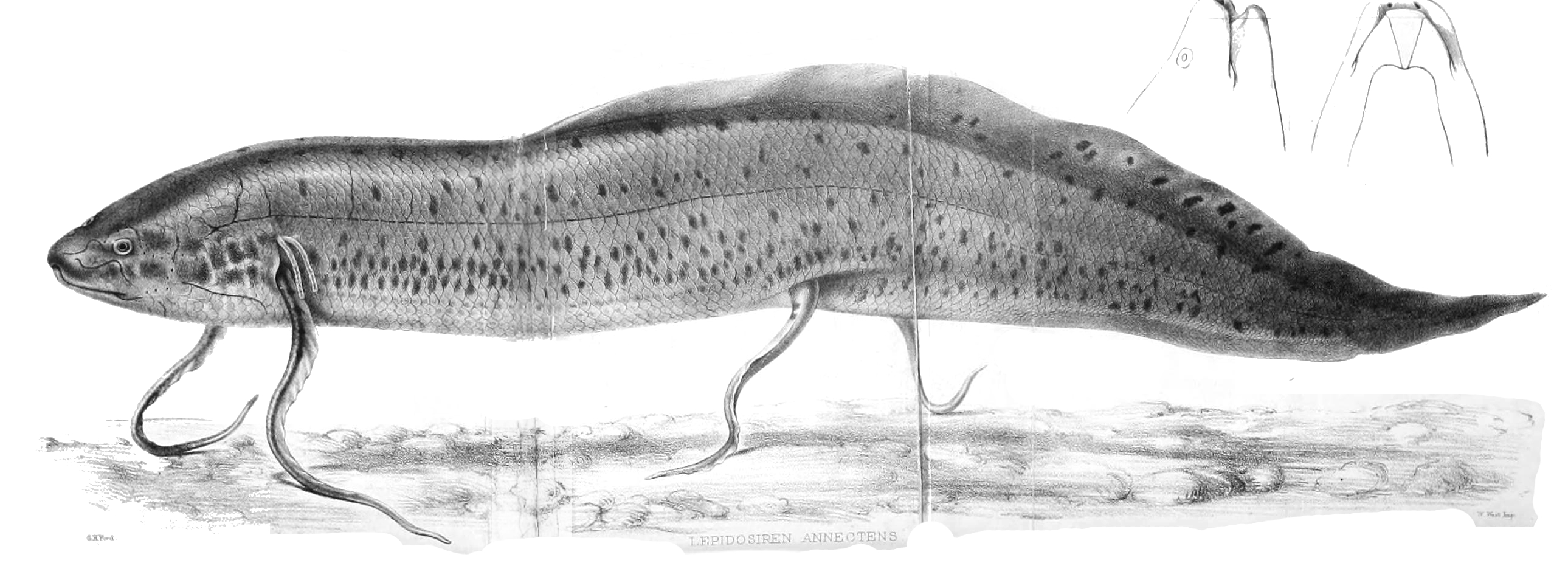
Protopterus annectens.
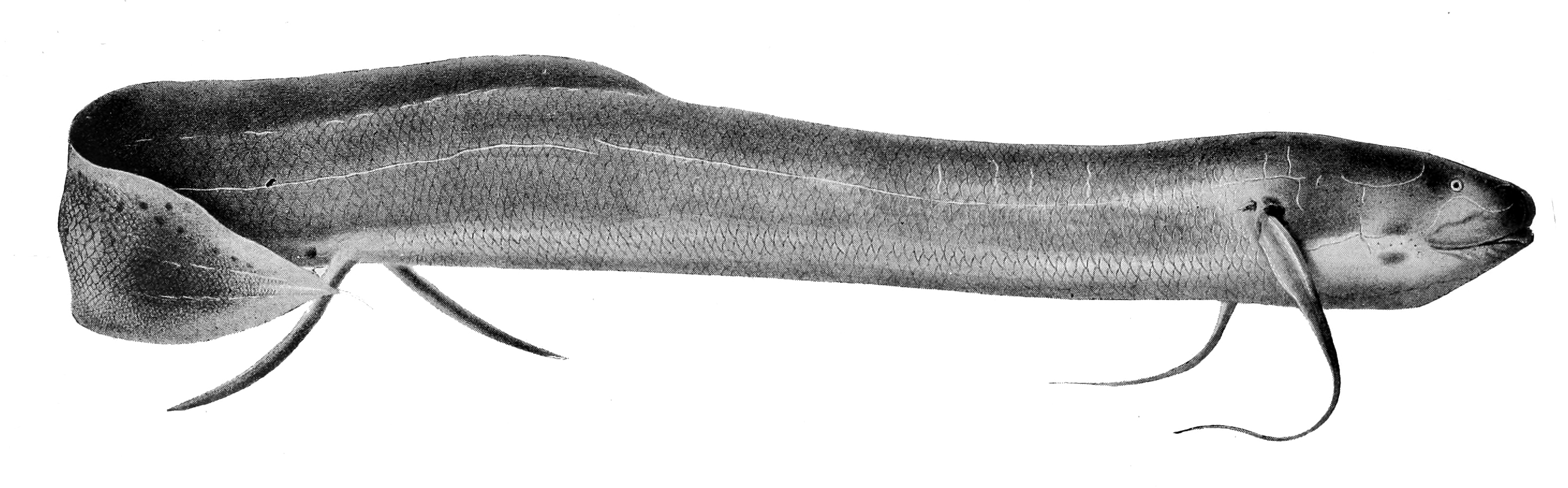
Protopterus dolloi.